# André Deschamps (homme politique)
 (août 2025).
Pour les articles homonymes, voir André Deschamps.
André Deschamps, né le 1er décembre 1895 à Romilly-sur-Seine et mort le 21 octobre 1968, est un conseiller d'État français, membre du Conseil constitutionnel de 1964 à 1968, nommé en remplacement de Bernard Chenot qui démissionne de son poste.

## Distinctions

### Décorations françaises
- Grand-croix de la Légion d'honneur
- Croix de guerre 1914-1918
- Croix de guerre 1939-1945
- Médaille coloniale
- Commandeur de l'ordre du Mérite agricole
- Commandeur de l'Étoile noire

### Décorations étrangères
- Commandeur de l'ordre du Ouissam alaouite